# Incendie du centre commercial Zimniaïa Vichnia de Kemerovo
L'incendie du centre commercial Zimniaïa Vichnia (en russe Зимняя вишня, « Cerise d'hiver ») de Kemerovo est l'incendie meurtrier d'un centre commercial le 25 mars 2018  qui se déclenche à 16 heures (heure locale, soit 9 heures UTC) à Kemerovo en Russie. Il a duré toute la nuit et n'a pu être éteint que le lendemain matin. Cette catastrophe a fait 64 morts, dont 41 enfants, selon le bilan définitif de la commission d'enquête de la fédération de Russie.

## Contexte
Le nombre particulièrement élevé de victimes, dont principalement des enfants, aurait eu pour cause plusieurs facteurs dont la négligence des accompagnateurs, un manque de réaction des responsables du centre commercial, et des manquements en termes de dispositifs de détection et de lutte contre les incendies.
Le centre commercial, composé de trois étages de magasins et d'un dernier découpé en plusieurs salles de cinéma, accueille ce jour-là plusieurs classes d'enfants à la suite de la sortie récente du film d'animation Sherlock Gnomes. Ils sont accompagnés par leurs professeurs et plusieurs mères d'élèves lors d'une sortie en bus scolaires.

## Chronologie et causes de l'incendie

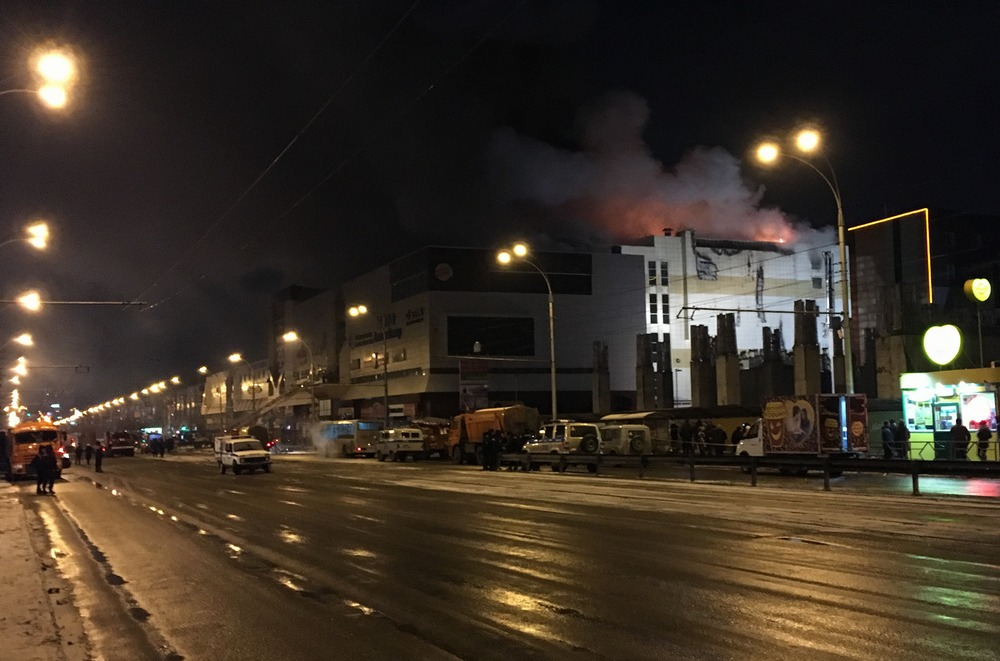
Le centre en feu.

Une majorité des professeurs, n'allant pas voir le nouveau film d'animation et souhaitant éviter que les groupes d'enfants ne se dispersent dans le centre commercial, auraient demandés aux employés de faire fermer les portes d'accès aux trois salles de cinémas, dont 48, 118 et 119 places sont occupées, avant d'aller eux-mêmes dans la partie commerciale du centre. D'après les premières investigations, au moins une des salles de cinéma ne comportait ainsi aucune issue de secours au moment du sinistre. Plusieurs des issues de secours étaient fermées à clé, rendues alors inutilisables, plongeant les clients dans le chaos et la confusion.
D'après les premiers éléments de l'enquête, le feu se serait déclaré via une bonbonne de gaz servant à la cuisson, probablement de pop-corn, selon le Ministre russe des situations d'urgences. Les premiers éléments indiquent aussi l'absence de systèmes d'alarme incendie depuis le 19 mars, soit sept jours avant le début du sinistre, ce qui a compliqué l'évacuation du centre commercial. De nombreux clients du centre ne découvrent alors l'incendie qu'en entendant les cris d'alerte d'autres personnes. Les boutons de déclenchement d'alarme incendie, fonctionnels, ne sont pas enclenchés par les employés du centre commercial. Les toits de deux des salles de cinéma s’effondrent lors de l'incendie.

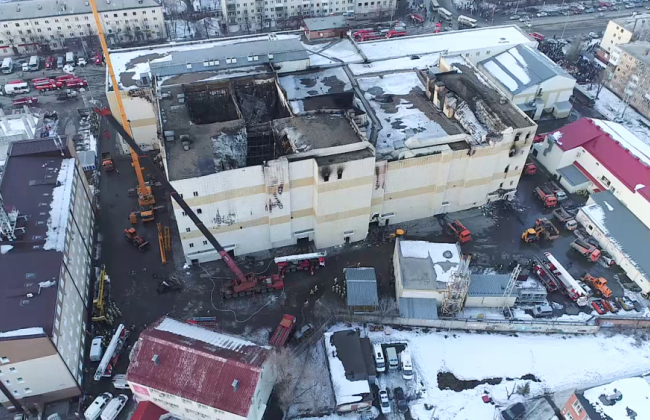
Le centre après l'incendie.

Un élément permet de connaître la raison pour laquelle le système de sécurité incendie n'a pas fonctionné au moment du départ de feu : Le système de détection incendie du centre commercial de Kemerovo fonctionnait en régime manuel, ce qui a empêché les systèmes automatiques d'extinction de s'enclencher, a déclaré à Rossiskaïa Gazeta Rinat Ienikeïev, responsable du ministère russe des Situations d'urgence. De plus, le gardien n'a pas appelé les services d'urgence après avoir été alerté de l'incendie. C'est une autre personne qui a averti les secouristes, a-t-il ajouté sans citer aucun nom. Toujours d'après Rinat Ienikeïev, la décision de faire fonctionner le système d'alerte en régime manuel pouvait être due à des problèmes de celui-ci.
Au moment de l'alerte d'incendie, le système de détection du centre commercial Zimniaïa Vichnia  à Kemerovo fonctionnait en régime manuel, a indiqué dans une interview au journal Rossiskaïa Gazeta Rinat Ienikeïev, inspecteur en chef des services du contrôle anti-incendie au ministère russe des Situations d'urgence, qui déplore que le signal d'alarme incendie est arrivé au poste du gardien de service et non dans le centre commercial, mais les systèmes automatiques d'extinction n'ont pas fonctionné, ce qui a compliqué les procédures d'évacuation.

## Réaction des autorités

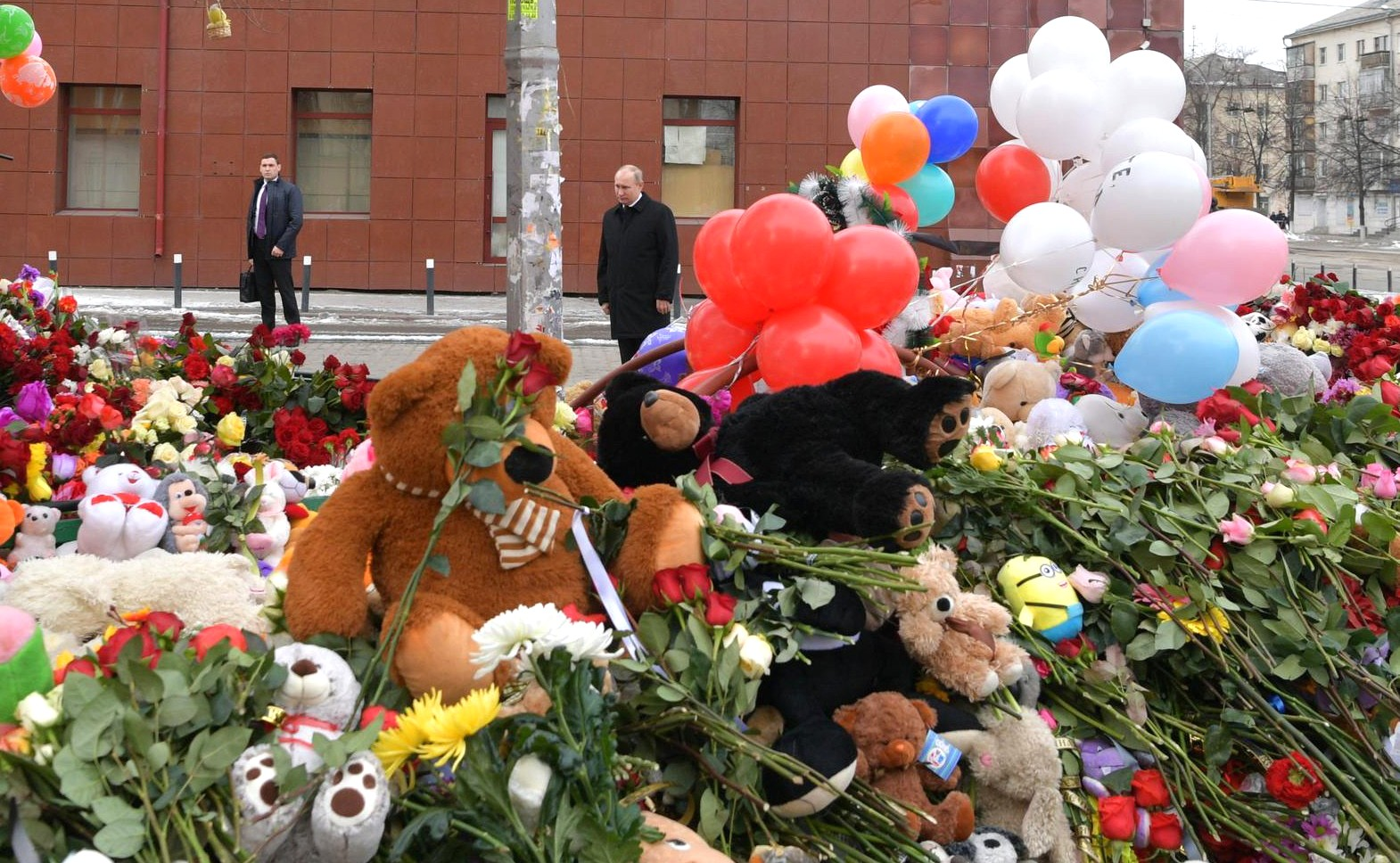
Vladimir Poutine rendant hommage aux victimes.

Le président russe Vladimir Poutine s'est rendu sur les lieux de l'accident et a décrété un jour de deuil national. Il a également promis une indemnisation de deux millions de roubles par victime (environ 29 000 €).
Le gouverneur de l'oblast de Kemerovo, Aman Touleïev, démissionne le dimanche 1er avril 2018.